# HIP 78530 b
HIP 78530 b — массивный газовый гигант или небольшой коричневый карлик, обращающийся вокруг звезды спектрального класса B9V на расстоянии примерно 511 световых лет от Земли. Открыт в 2011 году методом прямого наблюдения.

## HIP 78530
HIP 78530 — бело-голубая звезда главной последовательности (спектральный класс В9V) c видимой звёздной величиной 7,18. Масса звезды оценивается в 2,5 солнечных. Её эффективная температура оценивается в 10500 К, что почти в 2 раза горячее поверхности Солнца. По астрономическим меркам это довольно молодая звезда: её возраст составляет около 11 миллионов лет (для сравнения: возраст Солнца — 4,57 млрд лет).

## Характеристики
В январе 2011 года группа астрономов из штата Гавайи открыла массивный спутник в системе HIP 78530. HIP 78530 b, судя по его массе, является скорее, коричневым карликом, нежели планетой. Объект достаточно массивен (23 масс Юпитера), чтобы поддержать горение дейтерия в недрах, но не настолько велик, чтобы стать нормальной звездой. Он обращается вокруг родительской звезды на расстоянии примерно 710 а.е., то есть в 18 раз дальше, чем Плутон от Солнца, и совершает полный оборот за 12000 лет.